# Jean Blot
Alexandre Blokh, řečený Jean Blot (31. března 1923, Moskva – 23. prosince 2019), byl francouzský spisovatel a překladatel ruského původu.

## Životopis
Jean Blot byl právník a působil v OSN. Byl tajemníkem mezinárodního PEN klubu a v roce 1990 založil jeho ruskou pobočku.

## Dílo
- Naissance de l'État coréen, 1951
- Le Soleil de Cavouri, Gallimard, 1956
- Les Enfants de New-York, 1959
- Obscur ennemi, 1961
- Les Illusions nocturnes, 1964
- Les Cosmopolites, 1976
- Marguerite Yourcenar, 1980
- Ivan Gontcharov ou le réalisme impossible, 1984
- La Montagne sainte, 1984
- Le soleil se couche à l'est, Le Rocher, 2005
- Le Roman, poésie de la prose, Champion, 2010
- Affaire de Cœur, Pierre-Guillaume de Roux, 2012
- Tout sera paysage, Gallimard, 2015

## Ocenění
- Prix Valery-Larbaud (1977) za Les Cosmopolites.
- Prix Cazes brasserie Lipp (1982) za Gris du ciel.
- Prix Valentine de Wolmar (1984) za La Montagne sainte.
- Grand prix de la Critique littéraire (1985) za Ivan Gontcharov ou le réalisme impossible.
- Prix de l'Académie (1986) za celoživotní dílo.